# 安福寺 (つくば市)
安福寺（あんぷくじ）は、茨城県つくば市にある真言宗豊山派の寺院。

## 歴史
鎌倉時代中期に開山された。その後、1469年（文明元年）に良栄によって中興された。
元禄年間（1688年 - 1704年）の火災で焼失したが、間もなく再建されている。
1956年（昭和31年）に大師堂を建てて、「厄除大師像」を安置した。以降、厄除大師信仰を集めている。

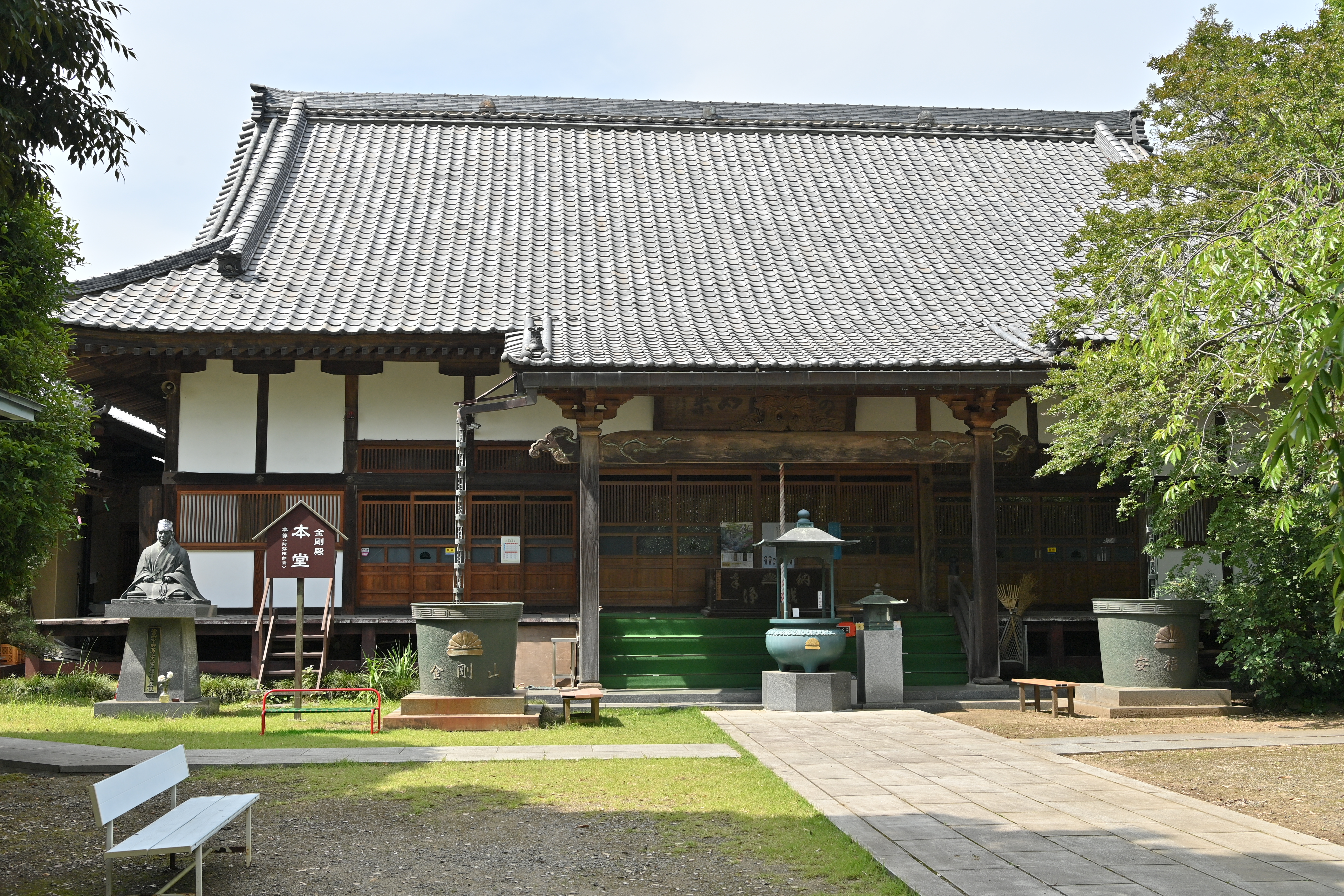
本堂
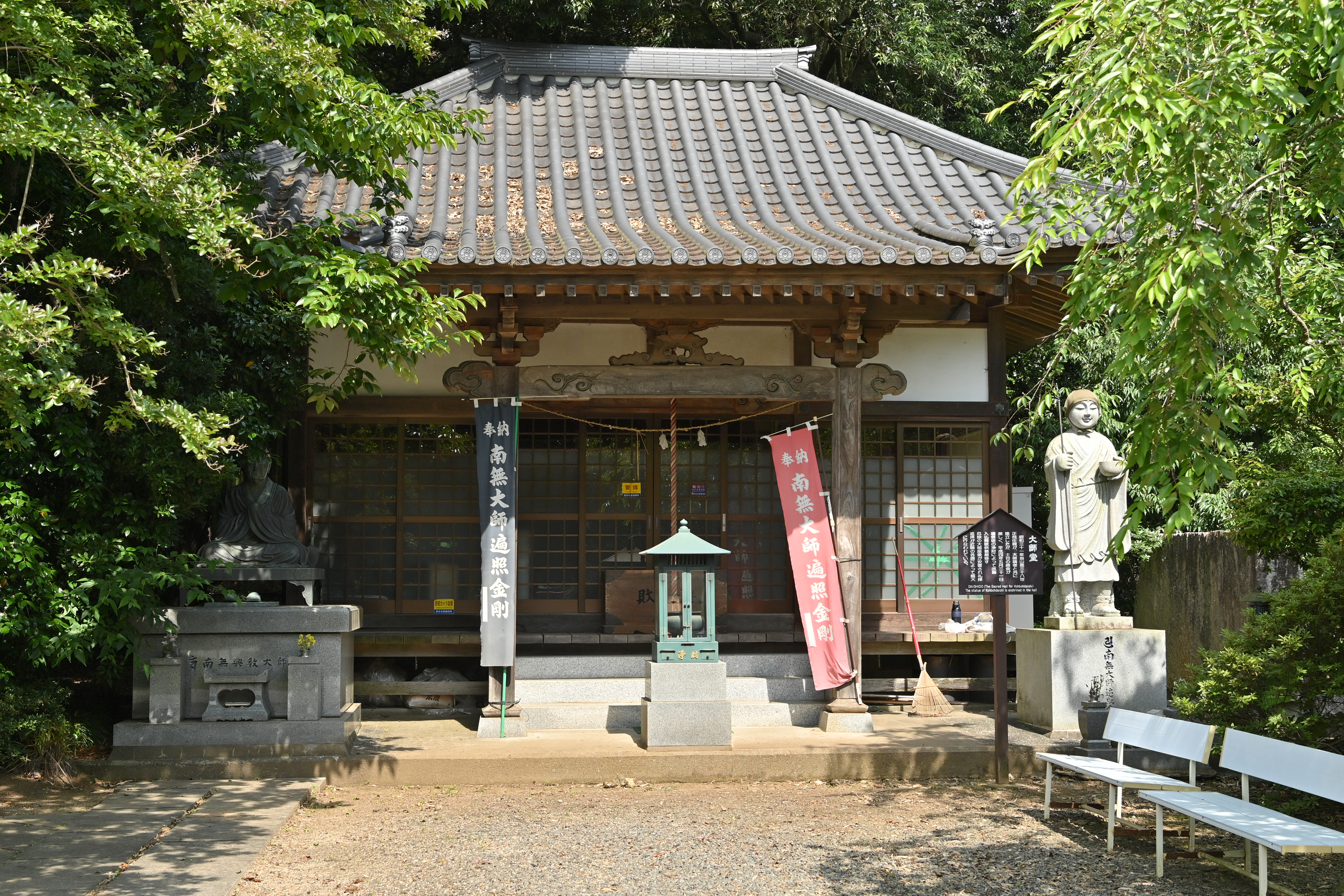
大師堂
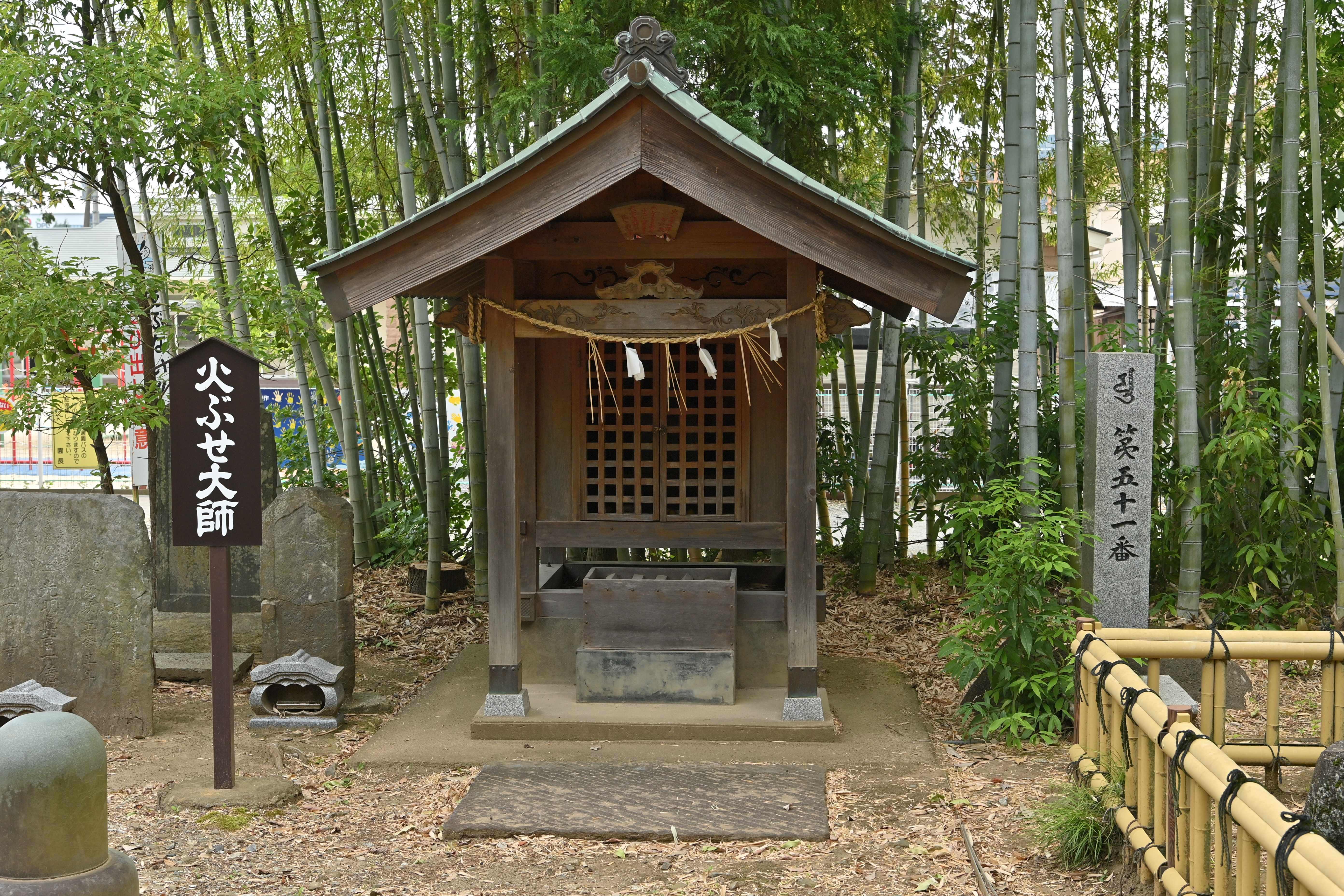
火ぶせ大師
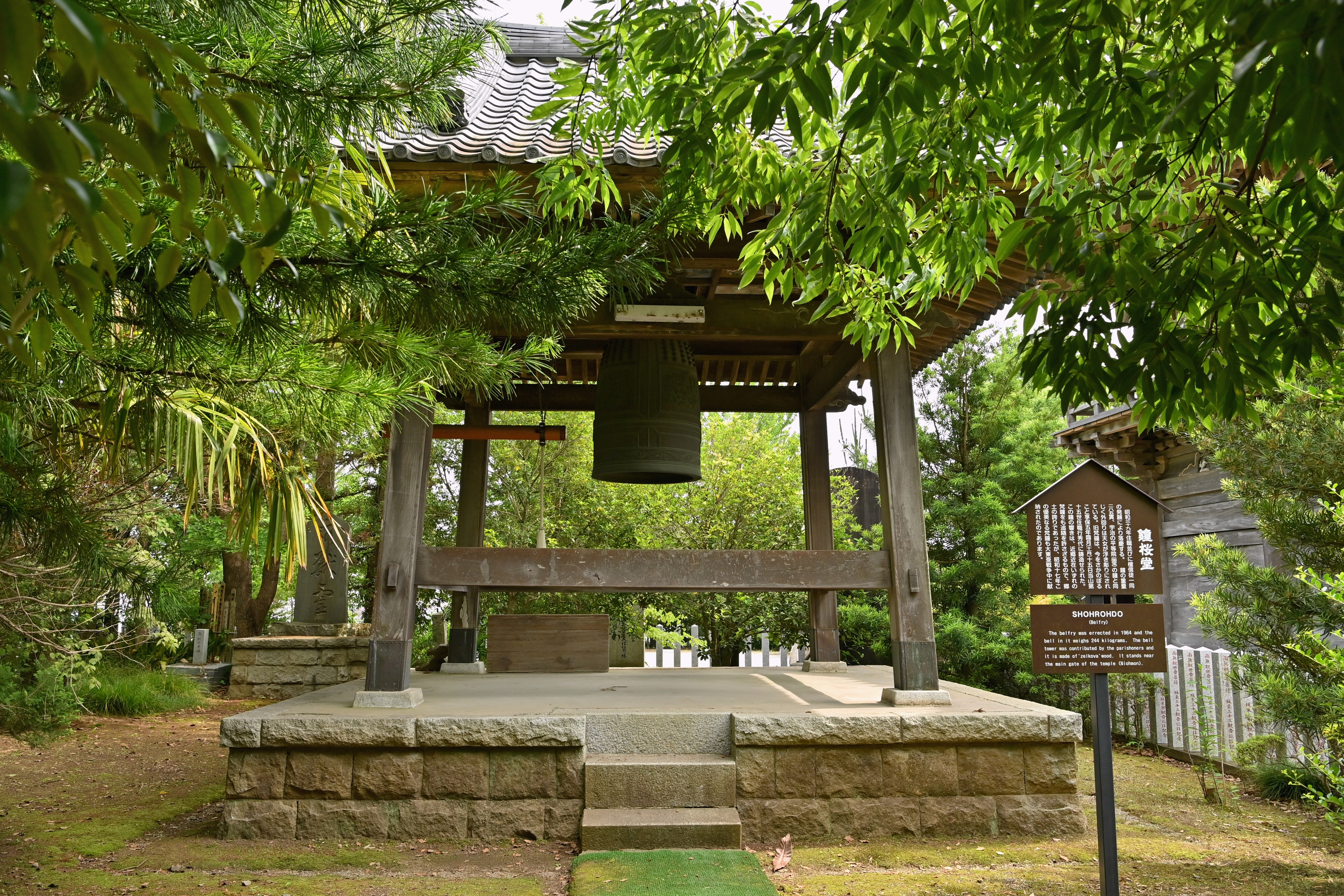
鐘楼堂
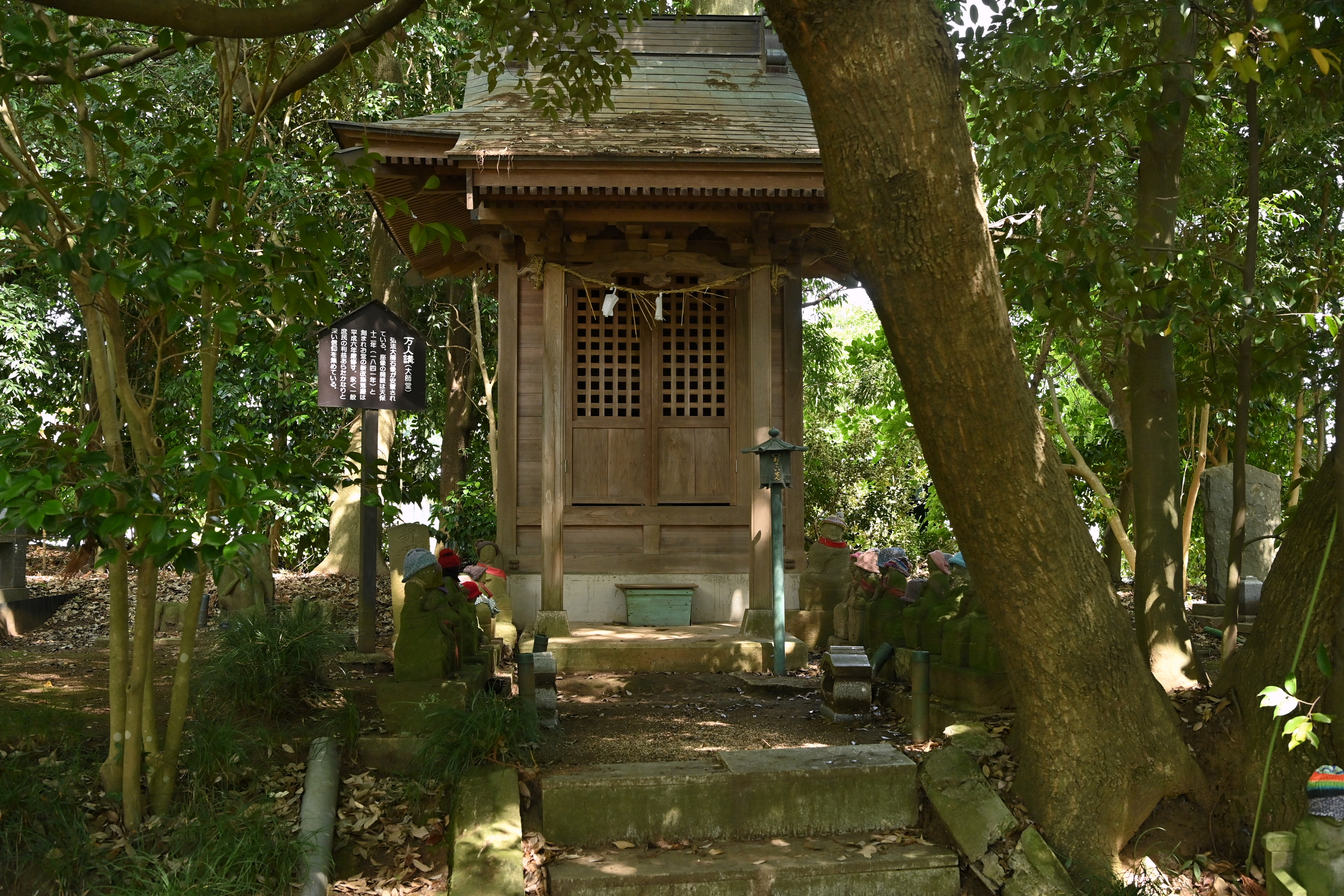
万人講（大師堂）
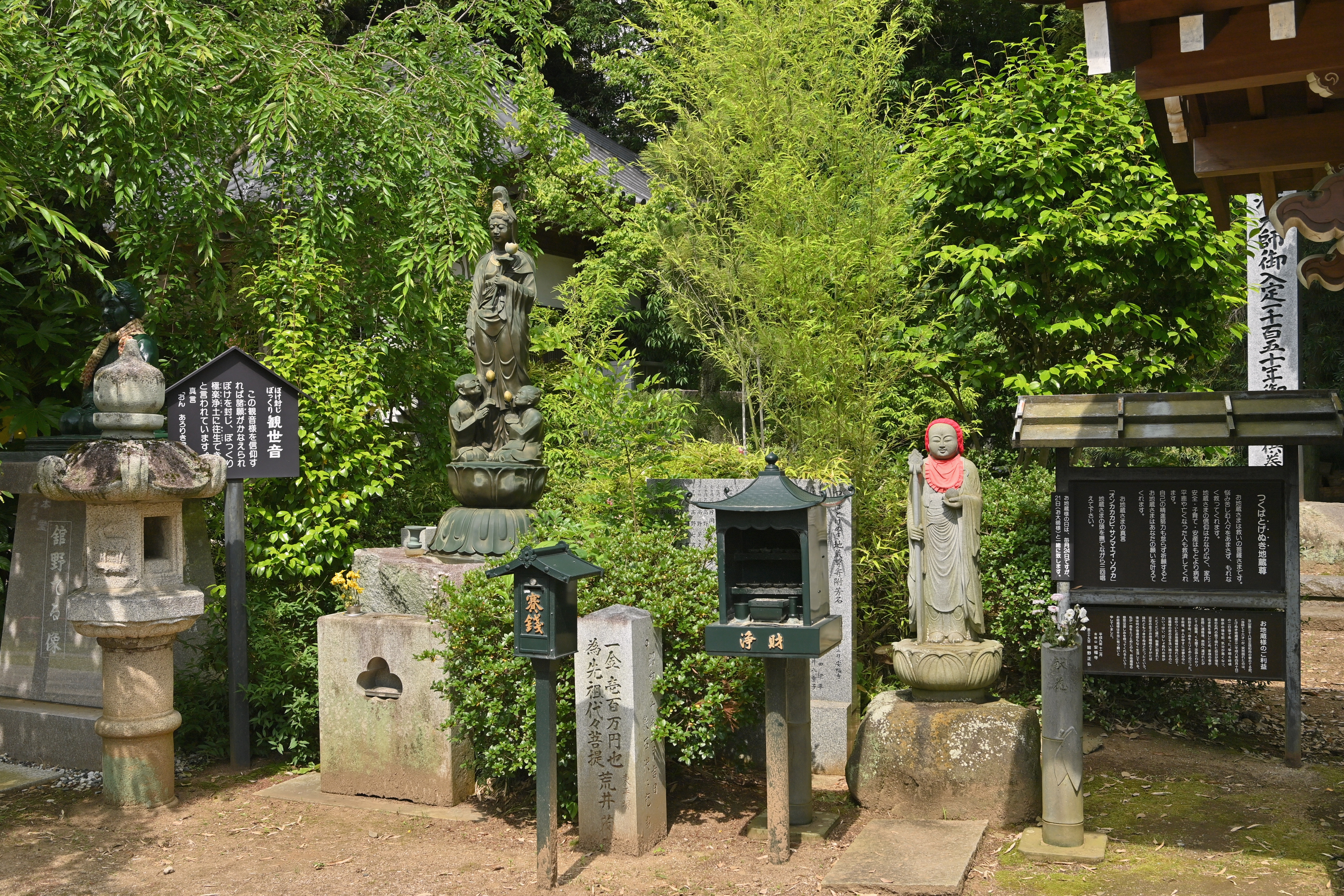
「ぼけ封じぽっくり観世音」（左）と「つくばとげぬき地蔵尊」（右）
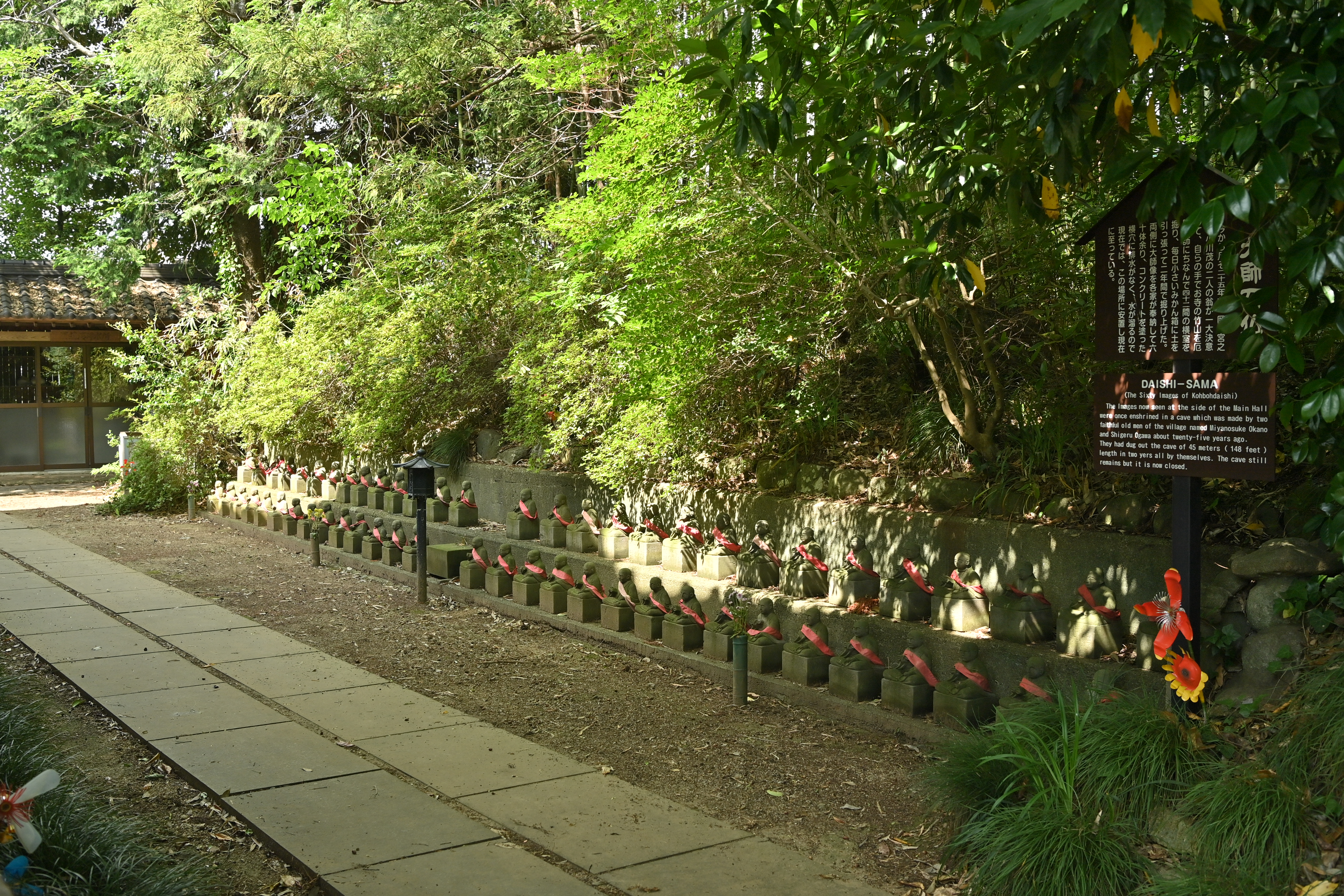
大師石仏
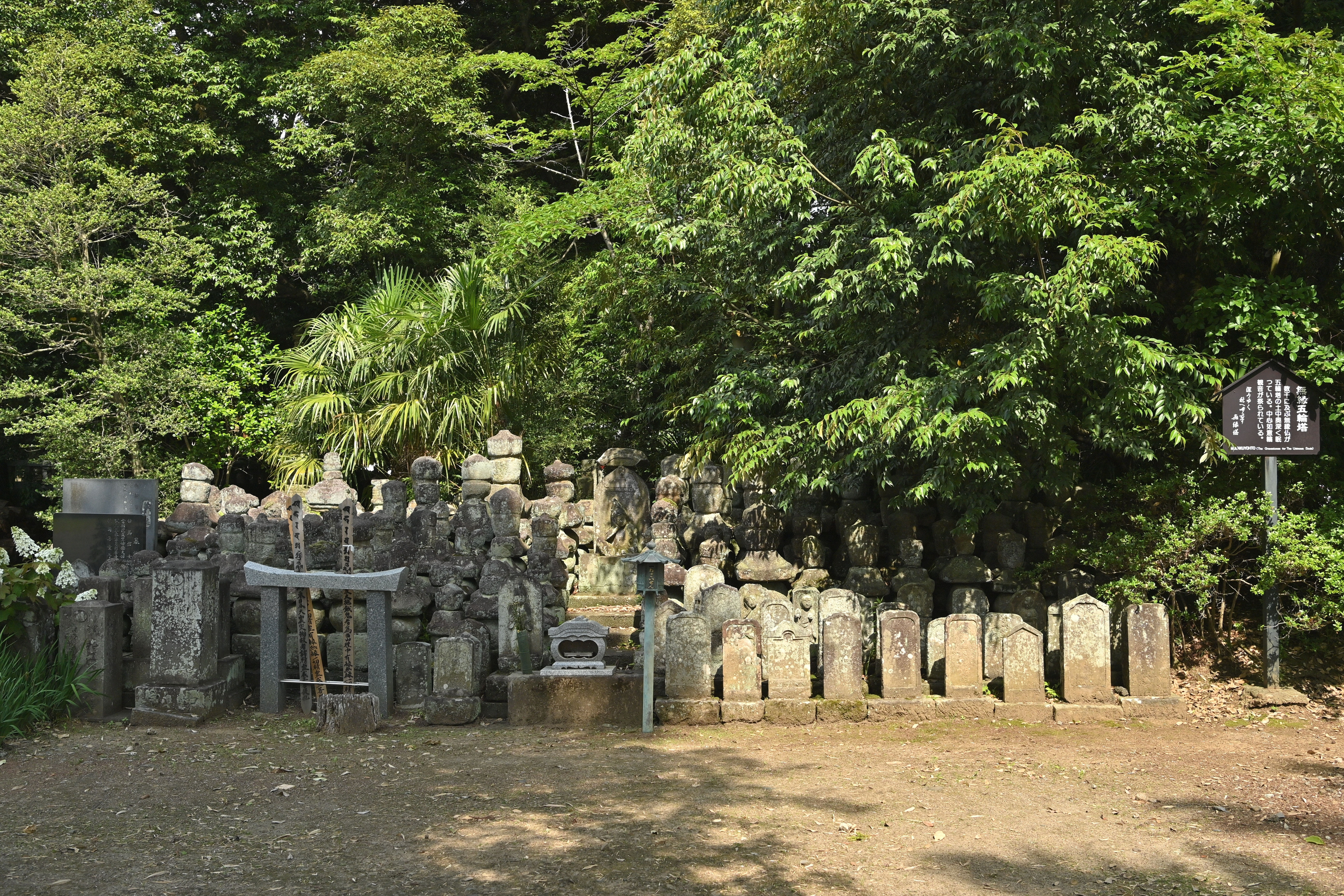
無縁五輪塔

## 交通アクセス
- 研究学園駅より徒歩20分。